# Alberghi più grandi del mondo
Questa voce riporta una lista degli alberghi più grandi del mondo.

## Attuali
| Nome                                                                         | Città                     | Stanze/suites | |
| ---------------------------------------------------------------------------- | ------------------------- | ------------- | --- |
| First World Hotel                                                            | Genting Highlands         | 7.351         | 24 piani (Torre 1), 28 piani (Torre 2); Torre 2 ha complessivamente 1.286 camere. L'hotel più grande del mondo da 2006-2008 e (dopo l'espansione) da agosto 2015 - ad oggi. |
| The Venetian e The Palazzo                                                   | Las Vegas                 | 7.117         | The Venetian e il The Palazzo (53 piani) è stato il più grande hotel del mondo 2008-2015.                                                                                   |
| MGM Grand Las Vegas e The Signature                                          | Las Vegas                 | 6.852         | Include MGM Grand (30 piani), The Signature (38 piani in 3 torri), Skylofts (occupa 2 piani superiori) e il Mansion; era il più grande hotel del mondo 1993-2006.           |
| CityCenter                                                                   | Las Vegas                 | 6.790         | 5 torri: Aria (61 piani), Vdara (57 piani), Mandarin Oriental (56 piani), Veer Towers (37 piani in 2 torri),                                                                |
| Sands Cotai Central                                                          | Macao                     | 6.000         | 4 torri, St. Regis, Holiday Inn, Conrad e Sheraton. |
| Izmailovo Hotel                                                              | Mosca                     | 5.000         | 4 torri, Alpha, Beta, Vega, Gamma-Delta, 30 piani ciascuno; il più grande hotel del mondo 1980-1993.                                                                        |
| Wynn Las Vegas e Encore Las Vegas                                            | Las Vegas                 | 4.750         | 45/48 piani (2 torri) |
| Mandalay Bay e Delano e Four Seasons                                         | Las Vegas                 | 4.426         | 43 (Mandalay Bay tower, 5 dei quali sono occupati da Four Seasons), 47 (Delano tower)                                                                                       |
| Luxor Las Vegas                                                              | Las Vegas                 | 4.407         | 22/22/30 piani (3 edifici) |
| Ambassador City Jomtien                                                      | Pattaya                   | 4.219         | |
| Sheraton Grand Macao                                                         | Macao                     | 4.001         | Sky tower 41 piani, Earth tower 40 piani |
| Excalibur Hotel and Casino                                                   | Las Vegas                 | 3.981         | 28 piani (2 torri); è stato il più grande hotel del mondo 1990-1993. |
| Caesars Palace                                                               | Las Vegas                 | 3.960         | 29/26/22/14/14/14 piani (6 torri) |
| Bellagio Las Vegas                                                           | Las Vegas                 | 3.950         | 36 piani (2 torri) |
| Circus Circus Las Vegas                                                      | Las Vegas                 | 3.773         | 35/29/15 piani (3 torri) |
| Shinagawa Prince Hotel                                                       | Tokyo                     | 3.680         | |
| Flamingo Las Vegas                                                           | Las Vegas                 | 3.626         | 28 piani |
| Atlantis Paradise Island                                                     | Paradise Island           | 3.414         | |
| Hilton Hawaiian Village                                                      | Honolulu                  | 3.386         | 7 torri |
| Disney´s Port Orleans Riverside and French Quarter                           | Lake Buena Vista          | 3.056         | 3 piani |
| The Mirage                                                                   | Las Vegas                 | 3.044         | 30 piani |
| Monte Carlo Resort and Casino                                                | Las Vegas                 | 3.002         | 32 piani |
| The Parisian                                                                 | Macao                     | 3.000         | |
| The Venetian Macao                                                           | Macao                     | 3.000         | 40 piani |
| Cosmopolitan of Las Vegas                                                    | Las Vegas                 | 2.995         | 53/51 piani |
| Westgate Las Vegas Resort and Casino (formerly the LVH and Las Vegas Hilton) | Las Vegas                 | 2.956         | 30 piani |
| Paris Las Vegas                                                              | Las Vegas                 | 2.916         | 33 piani |
| Treasure Island Hotel and Casino                                             | Las Vegas                 | 2.884         | 36 piani |
| Gaylord Opryland Resort & Convention Center                                  | Nashville                 | 2.881         | 6 piani |
| Disney's Pop Century Resort                                                  | Lake Buena Vista          | 2.880         | 4 piani |
| Bally's Las Vegas                                                            | Las Vegas                 | 2.814         | 26 piani |
| Borgata                                                                      | Atlantic City             | 2.802         | 43 piani |
| Harrah's Las Vegas                                                           | Las Vegas                 | 2.677         | 35/23/15 piani (3 torri) |
| The Linq                                                                     | Las Vegas                 | 2.640         | Precedentemente chiamato il Quad and the Imperial Palace, 19 piani |
| Oasis Beach Hotel                                                            | Antalya                   | 2.628         | |
| Planet Hollywood Resort and Casino                                           | Las Vegas                 | 2.600         | 39 piani |
| Harrah's Atlantic City                                                       | Atlantic City             | 2.588         | |
| Marina Bay Sands                                                             | Singapore                 | 2.561         | 55 piani (3 torri) |
| Rio All Suite Hotel and Casino                                               | Las Vegas                 | 2.522         | 42/20 piani |
| Moon Palace Golf & Spa                                                       | Riviera Maya              | 2.457         | |
| Stratosphere Las Vegas                                                       | Las Vegas                 | 2.427         | 24 piani (hotel) |
| Golden Nugget Las Vegas                                                      | Las Vegas                 | 2.419         | 24/22/18 piani |
| Walt Disney World Dolphin & Walt Disney World Swan Resort                    | Orlando                   | 2.265         | |
| Trump Taj Mahal                                                              | Atlantic City             | 2.248         | 14/95 piani (2 torri) |
| Galaxy Macau                                                                 | Macao                     | 2.200         | 3 hotel complex. Galaxy Hotel (1.500), Okura Hotel (410) and Banyan Tree Hotel (238)                                                                                        |
| City of Dreams                                                               | Macao                     | 2.200         | 3 hotel towers: Hard Rock Hotel, Grand Hyatt Macau e Crown Towers |
| South Point Hotel, Casino & Spa                                              | Las Vegas                 | 2.163         | 25 piani |
| Hotel Moon Palace Cancún                                                     | Cancún                    | 2.133         | |
| Tropicana Casino and Resort Atlantic City                                    | Atlantic City             | 2.129         | |
| Disney's Caribbean Beach Resort                                              | Lake Buena Vista          | 2.112         | 2 piani |
| Riviera (hotel and casino)                                                   | Las Vegas                 | 2.100         | 24/17/9 piani (chiuso il 4 maggio 2015) |
| New York-New York Hotel & Casino                                             | Las Vegas                 | 2.024         | 49 piani |
| Hyatt Regency Chicago                                                        | Chicago                   | 2.020         | 36 piani |
| Orlando Marriott World Center                                                | Orlando                   | 2.009         | 28 piani |
| Dacheng International                                                        | Hebei                     | 2.000         | |
| Gaylord National Resort & Convention Center                                  | Oxon Hill                 | 2.000         | 18 piani |
| Disney's All-Star Music Resort                                               | Lake Buena Vista          | 2.000         | 3 piani |
| Zhangjiajie Dacheng Shanshui Tanxia International                            | Hebei                     | 2.000         | |
| Grand Sierra Resort                                                          | Reno                      | 1.995         | 27 piani |
| Hilton New York                                                              | New York                  | 1.980         | 49 piani |
| Disney's Coronado Springs Resort                                             | Lake Buena Vista          | 1.967         | |
| New York Marriott Marquis                                                    | New York                  | 1.949         | 49 piani |
| Disney's All-Star Movies Resort                                              | Lake Buena Vista          | 1.920         | 3 piani |
| Hilton San Francisco Union Square                                            | San Francisco             | 1.908         | 46 piani (più alta di 3 torri) |
| Aquarius Casino Resort                                                       | Laughlin, Nevada          | 1.907         | |
| The Orleans Hotel and Casino                                                 | Las Vegas                 | 1.885         | 21 piani |
| Sheraton Dallas Hotel                                                        | Dallas                    | 1.840         | 42 piani |
| Cabana Bay Beach Resort                                                      | Orlando                   | 1.800         | 3 piani |
| Cosmos Hotel                                                                 | Mosca                     | 1.777         | 25 piani |
| Hard Rock Hotel Punta Cana                                                   | Punta Cana                | 1.775         | |
| Bally's Atlantic City                                                        | Atlantic City             | 1.753         | 30 piani |
| Sheraton New York Hotel and Towers                                           | New York                  | 1.750         | 50 piani |
| Anjum Hotel Makkah                                                           | La Mecca                  | 1.743         | |
| Beau Rivage (Mississippi)                                                    | Biloxi                    | 1.740         | 32 piani |
| Silver Legacy Reno                                                           | Reno                      | 1.720         | |
| SLS Las Vegas                                                                | Las Vegas                 | 1.720         | |
| Hotel Pennsylvania                                                           | New York                  | 1.700         | 22 piani |
| Adlerkurort                                                                  | Soči                      | 1.681         | |
| Atlanta Marriott Marquis                                                     | Atlanta                   | 1.675         | 52 piani |
| Hilton New Orleans Riverside                                                 | New Orleans               | 1.660         | 29 piani |
| Palmer House                                                                 | Chicago                   | 1.641         | |
| Hyatt Regency Orlando                                                        | Orlando                   | 1.641         | |
| Sheraton Waikiki Hotel                                                       | Honolulu                  | 1.634         | |
| Shinjuku Washington Hotel                                                    | Tokyo                     | 1.633         | |
| Royal National Hotel                                                         | Londra                    | 1.630         | 8 piani |
| Manchester Grand Hyatt Hotel                                                 | San Diego                 | 1.625         | Harbor Tower - 40 piani, Seaport Tower - 34 piani |
| Hilton Anatole                                                               | Dallas                    | 1.608         | 27 piani |
| JW Marriott Marquis Dubai                                                    | Dubai                     | 1.608         | 72 piani 2 edifici |
| Crown Casino                                                                 | Melbourne                 | 1.604         | 43, 23, 28 piani su 3 torri: Crown Towers, Crown Promenade e Crown Metropol.                                                                                                |
| John Ascuaga's Nugget Casino Resort                                          | Sparks, Nevada            | 1.600         | 29 piani (2 torri) |
| Chelsea Hotel                                                                | Toronto                   | 1.590         | |
| JW Marriott/Ritz Carlton Orlando Grande Lakes                                | Orlando                   | 1.584         | 26/15 piani (2 torri) |
| Anaheim Hilton                                                               | Anaheim                   | 1.572         | |
| Circus Circus Reno                                                           | Reno                      | 1.572         | 23/23/28 piani (3 torri) |
| Hilton Chicago                                                               | Chicago                   | 1.544         | 29 piani. Era il più grande hotel del mondo quando venne inaugurato nel 1927; aveva 3.000 camere.                                                                           |
| Atlantis, The Palm                                                           | Dubai                     | 1.539         | |
| Xianglu Grand                                                                | Xiamen                    | 1.525         | |
| Gaylord Texan Resort & Convention Center                                     | Grapevine                 | 1.511         | 9 piani |
| Fontainebleau Miami Beach                                                    | Miami Beach               | 1.504         | |
| Marriott Marquis                                                             | San Francisco             | 1.500         | |
| Swissotel Makkah                                                             | La Mecca                  | 1.487         | Parte dell'Makkah Clock Tower (Abraj al Bait) |
| Tropicana Las Vegas                                                          | Las Vegas                 | 1.467         | 21/22 piani (2 torri) |
| Rin Grand Hotel                                                              | Bucarest                  | 1.459         | 15 piani |
| Philadelphia Marriott Downtown                                               | Philadelphia              | 1.408         | 23 piani |
| Peppermill Reno                                                              | Reno                      | 1.407         | |
| Gaylord Palms Resort & Convention Center                                     | Orlando                   | 1.406         | 9 piani |
| Riverside Resort Hotel & Casino                                              | Laughlin                  | 1.405         | |
| Revel Atlantic City                                                          | Atlantic City             | 1.399         | |
| Sheraton Centre Hotel                                                        | Toronto                   | 1.377         | 42 piani |
| Fairmont Royal York Hotel                                                    | Toronto                   | 1.365         | 28 piani |
| Westin Bonaventure Hotel                                                     | Los Angeles               | 1.358         | |
| Rosen Centre Hotel                                                           | Orlando                   | 1.334         | 24 piani |
| New Orleans Marriott                                                         | New Orleans               | 1.333         | 41 piani |
| Showboat Atlantic City                                                       | Atlantic City             | 1.331         | |
| ROW NYC                                                                      | New York                  | 1.331         | |
| Marriott Marquis & Marina                                                    | San Diego                 | 1.320         | 24 piani, 2 torri |
| Marriott Wardman Park                                                        | Washington, DC            | 1.316         | |
| Hotel Pullman Zamzam Makkah                                                  | La Mecca                  | 1.315         | Parte dell'Makkah Clock Tower (Abraj al Bait) |
| Grand Hyatt                                                                  | New York                  | 1.311         | 34 piani |
| Disney's Animal Kingdom Lodge e Ville                                        | Bay Lake, Florida         | 1.307         | 4 piani |
| The Bazaar Hotel, Suan Lum Night Bazaar                                      | Bangkok                   | 1.300         | |
| Makkah Clock Royal Tower (Fairmont)                                          | La Mecca                  | 1.299         | Parte dell'Makkah Clock Tower (Abraj al Bait) |
| Detroit Marriott at the Renaissance Center                                   | Detroit                   | 1.298         | 73 piani |
| Galt House Hotel                                                             | Louisville                | 1.290         | |
| Hilton LAX Airport                                                           | Los Angeles               | 1.279         | |
| Swissôtel The Stamford                                                       | Singapore                 | 1.261         | |
| Best Western Premier Havana Nha Trang                                        | Vietnam                   | 1.260         | 41 piani |
| Waldorf-Astoria Hotel                                                        | New York                  | 1.245         | 42 piani |
| Buffalo Bill's                                                               | Primm, Nevada             | 1.242         | |
| Hilton Waikoloa Beach Resort                                                 | Waikoloa Village, Hawaii  | 1.240         | 3 torri |
| Sunway Resort                                                                | Petaling Jaya             | 1.234         | |
| Sheraton Denver Downtown Hotel                                               | Denver                    | 1.231         | 22 piani |
| Hyatt Regency Waikiki Resort & Spa                                           | Honolulu                  | 1.221         | 2 torri |
| Sheraton                                                                     | Boston                    | 1.220         | |
| Disney's Yacht Club and Beach Club Resorts                                   | Lake Buena Vista          | 1.213         | 5 piani (2 edifici) |
| Sheraton                                                                     | Chicago                   | 1.209         | |
| Madinah Anwar Al Madinah (Mövenpick)                                         | Medina                    | 1.207         | |
| Makkah Hajar Tower (Mövenpick)                                               | La Mecca                  | 1.200         | Parte di Makkah Clock Tower (Abraj al Bait) |
| Park Inn Pribaltiskaya Hotel                                                 | San Pietroburgo           | 1.200         | |
| Hilton Americas                                                              | Houston                   | 1.200         | |
| Gothia Towers                                                                | Göteborg                  | 1.200         | 23 (torre 1), 25 (torre 2), 29 (torre 3) |
| Chicago Marriott Downtown                                                    | Chicago                   | 1.198         | |
| Westin St. Francis                                                           | San Francisco             | 1.195         | 32/12 piani (2 torri) |
| Hyatt Regency New Orleans                                                    | New Orleans               | 1.193         | 27 piani |
| Hilton San Diego Bayfront                                                    | San Diego                 | 1.190         | 30 piani |
| Mohegan Sun Hotel & Casino                                                   | Uncasville                | 1.175         | 36 piani |
| Regal Airport Hotel                                                          | Hong Kong                 | 1.171         | |
| Colorado Belle                                                               | Laughlin                  | 1.168         | |
| Caesars Atlantic City                                                        | Atlantic City             | 1.158         | |
| Sheraton Princess Kai'ulani                                                  | Honolulu                  | 1.152         | 2 torri |
| Yalta Hotel Complex                                                          | Yalta                     | 1.140         | |
| Lopesan Costa Meloneras Resort                                               | San Bartolomé de Tirajana | 1.136         | |
| Estrel Hotel                                                                 | Berlino                   | 1.125         | |
| Lotte Hotel Seoul                                                            | Seul                      | 1.120         | 38 piani |
| Hyatt Regency Dallas                                                         | Dallas                    | 1.120         | 30 piani |
| Sheraton New Orleans                                                         | New Orleans               | 1.110         | 48 piani |
| Sultan Hotel                                                                 | Giacarta                  | 1.104         | |
| Hyatt Regency Denver at Colorado Convention Center                           | Denver                    | 1.100         | 37 piani |
| Hyatt Regency O'Hare                                                         | Chicago                   | 1.100         | |
| Disney's Newport Bay Club                                                    | Marne-la-Vallée           | 1.098         | |
| Cairo Marriott Hotel                                                         | Cairo                     | 1.089         | 20 piani (2 torri) |
| Azimut Hotel St. Petersburg                                                  | San Pietroburgo           | 1.080         | |
| Renaissance Grand                                                            | Saint Louis               | 1.078         | 23 piani (2 torri) |
| Washington Hilton                                                            | Washington, DC            | 1.070         | |
| Omni Atlanta Hotel at CNN Center                                             | Atlanta                   | 1.070         | |
| Westin Peachtree Plaza Hotel                                                 | Atlanta                   | 1.068         | |
| Harrah's Resort Southern California                                          | Valley Center             | 1.065         | |
| Hilton London Metropole                                                      | Londra                    | 1.059         | West Wing (14 piani) / Tower Wing (23 piani) / East Wing (10 piani) |
| Edgewater Hotel and Casino                                                   | Laughlin                  | 1.053         | |
| Sheraton San Diego Hotel & Marina                                            | San Diego                 | 1.053         | |
| Hilton Fukuoka Sea Hawk                                                      | Fukuoka                   | 1.052         | |
| Meritus Mandarin Singapore                                                   | Singapore                 | 1.051         | 39 piani (2 torri) |
| Fairmont Queen Elizabeth Hotel                                               | Montréal                  | 1.039         | 21 piani |
| Boca Raton Resort and Club                                                   | Boca Raton                | 1.038         | |
| Plaza Hotel & Casino                                                         | Las Vegas                 | 1.037         | 22/22 piani |
| Anaheim Marriott                                                             | Anaheim                   | 1.031         | |
| Palace Station                                                               | Las Vegas                 | 1.028         | 21 piani |
| Le Meridien Etoile                                                           | Parigi                    | 1.025         | |
| Parc 55 - a Hilton Hotel                                                     | San Francisco             | 1.024         | 32 piani |
| Grand Hyatt Incheon                                                          | Incheon                   | 1.022         | |
| Park Plaza Westminster Bridge                                                | Londra                    | 1.021         | |
| Roosevelt Hotel                                                              | New York                  | 1.015         | 19 piani |
| New Yorker                                                                   | New York                  | 1.014         | |
| JW Marriott                                                                  | Austin                    | 1.012         | 34 piani |
| Park Inn Alexanderplatz                                                      | Berlino                   | 1.012         | 41 piani |
| Disney's Sequoia Lodge                                                       | Marne-la-Vallée           | 1.011         | |
| Los Angeles Airport Marriott                                                 | Los Angeles               | 1.011         | |
| Gloria Hotel                                                                 | Dubai                     | 1.010         | [ 26 ] |
| Sheraton Frankfurt Hotel & Towers                                            | Francoforte sul Meno      | 1.008         | 8 piani |
| Mulia Hotel                                                                  | Giacarta                  | 1.008         | 40 piani |
| Niagara Falls Hilton/Fallsview                                               | Niagara Falls (Canada)    | 1.006         | |
| JW Marriott Indianapolis                                                     | Indianapolis              | 1.005         | 34 piani |
| Grand Hyatt San Antonio                                                      | San Antonio               | 1.003         | 24 piani |
| Shin Yokohama Prince                                                         | Yokohama                  | 1.002         | |
| JW Marriott San Antonio Hill Country Resort & Spa                            | San Antonio               | 1.002         | |
| APA Hotel and Resort                                                         | Tokyo Bay                 | 1.001         | |
| Hilton Orlando Bonnet Creek Resort                                           | Orlando                   | 1.001         | |
| JW Marriott & Ritz Carlton                                                   | Los Angeles               | 1.001         | |
| Omni Dallas Hotel                                                            | Dallas                    | 1.001         | |
| Atlantis Casino Resort                                                       | Reno                      | 1.000         | 27 piani |
| Disney's Hotel Cheyenne                                                      | Marne-la-Vallée           | 1.000         | |
| Disney's Hotel Santa Fe                                                      | Marne-la-Vallée           | 1.000         | |
| Ramada Hotel and Suites Boao                                                 | Hainan                    | 1.000         | |
| River Palms                                                                  | Laughlin                  | 1.000         | |
| Sheraton Phoenix Downtown                                                    | Phoenix (Arizona)         | 1.000         | |
| Yanggakdo International Hotel                                                | Pyongyang                 | 1.000         | |

## Demoliti o chiusi
| Nome                       | Città     | Stanze/suites | Piani                 | Note |
| -------------------------- | --------- | ------------- | --------------------- | --- |
| Hotel Rossija              | Mosca     | 3.200         | 21                    | Demolito nel 2006. È stato il più grande albergo del mondo dal 1967 fino al 1980.                                                         |
| Riviera                    | Las Vegas | 2.100         |                       | Demolito nel 2016. |
| Sahara Hotel and Casino    | Las Vegas | 1.720         | 27/24/14 (3 bldgs.)   | Chiuso nel 2011 per lavori di ristrutturazione per diventare SLS Las Vegas.                                                               |
| Stardust Resort and Casino | Las Vegas | 1.552         | 32/9 piani (2 torri)  | Chiuso nel 2006 e demolito nel 2007, per costruire Echelon Place, ma nel 2008, la costruzione è stata sospesa ed è attualmente in attesa. |
| Dunes Las Vegas            | Las Vegas | 1.300         | 24/17 piani (2 torri) | Chiuso e demolito nel 1993. Sostituito da Bellagio.                                                                                       |
| Hacienda Resort Las Vegas  | Las Vegas | 1.200         | 12 piani              | Chiuso e demolito nel 1996. Sostituito dal Mandalay Bay.                                                                                  |
| Mount Royal Hotel          | Montréal  | 1.100         | 12 piani              | Costruito nel 1922 e convertito in Les Cours Mont Royal nel 1988.                                                                         |
| Laurentian Hotel           | Montréal  | 1.000         | 20 piani              | Costruito nel 1948 e demolito nel 1978.                                                                                                   |

## In costruzione
| Nome          | Città     | Stanze/suites | Piani       | Note |
| ------------- | --------- | ------------- | ----------- | --- |
| Abraj Kudai   | La Mecca  | 10.000        | 30–45 piani | Albergo a La Mecca, Arabia Saudita attualmente in costruzione, dovrebbe aprire nel 2017. Una volta completato, sarà il più grande albergo del mondo costituito da un anello di 12 torri alte 45 piani, con 10.000 camere, 70 ristoranti e cinque elisuperfici sul tetto. Ci saranno anche cinque piani per l'uso esclusivo della famiglia reale saudita. Secondo Arabian Business, 10 torri forniranno hotel a quattro stelle, mentre le altre due torri hotel a cinque stelle. |
| Resorts World | Las Vegas | 6.583         | 30/25/15/15 | Casinò a tema cinese e resort in costruzione sul Las Vegas Strip a Winchester, Nevada; prevista l'apertura nel 2019. È di proprietà del Genting Group. |
| Baha Mar      | Nassau    | 2.901         | 26 piani    | Resort in costruzione sull'isola di New Providence nelle Bahamas, di proprietà di Baha Mar Resorts Ltd. |